# Felix Bernstein
Pour les articles homonymes, voir Bernstein.
Felix Bernstein est un mathématicien allemand, né le 24 février 1878 à Halle en Province de Saxe et mort le 3 décembre 1956 à Zurich en Suisse.

## Biographie
Fils du physiologiste Julius Bernstein, il passe son abitur au Stadtgymnasium de Halle en 1896. Par la suite il étudie à Halle sous la direction de Georg Cantor. C’est là qu’en 1897, à l'âge de 19 ans, il réussit à prouver le théorème d'équivalence sur la puissance des quantités qui portera plus tard son nom (théorème de Cantor-Bernstein), théorème que Cantor avait déjà établi dix ans plus tôt. Il étudie ensuite à l'université Georg-August de Göttingen auprès de Felix Klein et de David Hilbert, sous la direction duquel il écrit sa thèse de doctorat sur la théorie des ensembles.
En 1903, il reçoit son habilitation à l’université Martin-Luther de Halle-Wittemberg. Sa conférence inaugurale porte sur les problèmes mathématiques de la théorie de Kant-Laplace sur la formation du système planétaire. Comme professeur privé, il s’occupe principalement de questions de mathématiques pures, telles que les propriétés des cercles ou des surfaces sphériques. De 1907 à 1934, il enseigne à Göttingen, et comme professeur à partir de 1921. À Göttingen, il fonde en 1918 l'Institut de statistique mathématique et donne des conférences sur les biomathématiques et les statistiques d'assurance.
Entre août 1919 et janvier 1920 il travaille pour le ministre des Finances Matthias Erzberger, élaborant un projet d'emprunt sur plan d'épargne. En 1924, il utilise l'analyse statistique pour démontrer par analyse statistique la validité du modèle d'héritage du groupe sanguin par locus à allèles multiples. Avant même la création du Troisième Reich en 1928, il est déjà allé aux États-Unis pour travailler sur l'épistémologie à l'université Harvard, où il a occupé plusieurs postes temporaires en tant que visiteur, et aussi pour donner des conférences sur ses découvertes en mathématique de la génétique. Cependant, le 30 janvier 1933, les nazis au pouvoir annoncent des mesures d’exclusion légales devant toucher les non-Aryens et particulièrement les Juifs. Les exceptions prévues par la loi devraient en exempter Bernstein, mais dans la pratique on n’en tient pas compte et ce sont tous les Juifs qui sont démis de leurs postes tant comme fonctionnaires que comme universitaires. Bernstein doit donc émigrer aux États-Unis avec sa famille, bien qu’il ne soit pas dans une situation économique brillante. Il doit enseigner dans plusieurs universités comme simple professeur invité. La proposition la plus importante lui vient de l'université Columbia à New York, où il a déjà travaillé comme professeur invité : un anthropologue lui a promis des fonds pour un an, suivi d’un poste permanent, mais l'accord n'est absolument pas respecté et, pendant les années 1945 et 1946, alors qu’il a déjà à 68 ans, il se retrouve sans ressources.
Après la Seconde Guerre mondiale, il retourne en Europe où il meurt d'un carcinome à l'âge de 78 ans